# Cheddar A.F.C.
Cheddar Association Football Club là một câu lạc bộ bóng đá Anh đến từ Cheddar, gần Wells ở Somerset. Hiện tại đội bóng đang thi đấu ở Western League Division One trên sân nhà Bowdens Park.

## Lịch sử
Câu lạc bộ được thành lập năm 1892 và trở thành đội bóng sáng lập Cheddar Valley League đầu thập niên 1900. Họ vô địch giải đấu năm 1911 và sau 15 năm thì tham gia Weston and District League. Cheddar gia nhập lại Cheddar Valley League sau Thế chiến thứ II và vô địch mọi giải họ thi đấu năm 1948. Thành tích này được lặp lại năm 1950.
Cheddar sau đó tham gia Somerset County League. Mùa giải 1988–89 họ đứng thứ 3 ở Division Two và được thăng hạng Division One. Tuy nhiên, đội bóng lại xuống chơi ở Division Two cuối mùa giải 1992–93. Họ trở lại Division One sau một màn về đích thứ 3 khác ở mùa giải 1997–98, và sau khi chiến thắng Division One mùa giải 2003–04, đội bóng được thăng hạng Premier Division. Mùa giải 2011–12 họ đứng thứ 2 tại Premier Division, và được lên chơi ở Western League.

## Sân vận động
Cheddar chơi trên sân nhà Bowdens Park, Draycott Road, Cheddar, BS27 3RL.

## Danh hiệu
- Somerset County League Premier Division[1]
  - Vô địch 2011–12
- Somerset County League Division One
  - Vô địch 2003–04
- Cheddar Valley League
  - Vô địch 1910–11
  - Á quân 1949–50
- Cheddar Valley Knockout Cup 
  - Vô địch 1911–12
- Cheddar Valley Charity Cup
  - Vô địch 1947–48, 1949–50
- Somerset Junior Cup[4]
  - Vô địch (1): 1931–32